# Coordenadas locales

Proyección estereográfica de la esfera celeste con los elementos más importantes.

Las coordenadas celestes atendiendo a que sus valores dependan o no de la posición del observador se clasifican en: 

## Coordenadas locales
Dependen de la posición del observador. Son ejemplo de coordenadas locales las Coordenadas horizontales y Coordenadas horarias. Es decir un mismo astro en un mismo momento se ven bajo coordenadas horizontales diferentes por observadores diferentes situados en puntos diferentes de la Tierra. 

## Coordenadas no locales
No dependen de la posición del observador. Son ejemplo de coordenadas no locales Coordenadas ecuatoriales, Coordenadas eclípticas, Coordenadas galácticas.
Es decir un mismo astro en un mismo momento cualquier observador situado en lugares diferentes ve los mismos valores  para todas ellas. 

## Ejemplo
Dos observadores situados en puntos diferentes de la Tierra medirán el acimut y la altura de un mismo astro y obtendrán valores diferentes. Estas dos coordenadas pertenecen a las coordenadas horizontales. También medirán ángulos horarios diferentes pero la misma declinación. Estas dos coordenadas pertenecen a las coordenadas horarias. Estos dos sistemas son locales. Pero si miden simultáneamente la ascensión recta y la declinación obtendrán siempre el mismo valor. Estas dos coordenadas pertenecen a las coordenadas ecuatoriales. Este sistema como los otros dos son sistemas no locales.
- Datos: Q8350527